# (6278) Ametkhan
(6278) Ametkhan (1971 TF) – planetoida z pasa głównego asteroid okrążająca Słońce w ciągu 3,8 lat w średniej odległości 2,44 j.a. Odkryta 10 października 1971 roku.